# Manuel Kramer
Pour les articles homonymes, voir Kramer.
Manuel Kramer, né le 1er janvier 1989 à Schladming, est un skieur alpin autrichien devenu skieur de vitesse.

## Biographie
Depuis ses débuts dans le cirque blanc[Quoi ?] en 2004, il se spécialise dans les épreuves de vitesse. En 2006, il commence à courir des manches de Coupe d'Europe, où il atteint le podium pour la première fois en février 2009. Il devient champion du monde junior de super G ce même hiver.
Il fait ses débuts en Coupe du monde de ski alpin en novembre 2009 à Lake Louise. Deux ans plus tard, c'est dans la même station qu'il marque ses premiers et seuls points en Coupe du monde avec une 12e place au super G.
En 2014, il arrête les compétitions de ski alpin et se redirige vers le ski de vitesse en 2015.

## Palmarès

### Ski de vitesse

#### Championnats du monde
| Édition / Épreuve         | Individuel |
| ------------------------- | ---------- |
| Mondiaux 2015 Grandvalira | 33e        |
| Mondiaux 2017 Idre Fjäll  | Argent     |
| Mondiaux 2019 Vars        | 7e         |

#### Coupe du monde
- 2e du classement général en 2018 et 2019.
- 7 victoires.

### Ski alpin

#### Coupe du monde
- Meilleur classement général : 110e en 2012.
- Meilleur résultat : 12e.

| Saison/Classement | Général | Général | Descente | Descente |
| Saison/Classement | Class.  | Points  | Class.   | Points   |
| ----------------- | ------- | ------- | -------- | -------- |
| 2011-2012         | 110e    | 22      | 40e      | 22       |

#### Championnats du monde junior
| Édition / Épreuve                            | Descente | Super G | Slalom géant | Slalom |
| -------------------------------------------- | -------- | ------- | ------------ | ------ |
| Mondiaux juniors 2008 Formigal               | -        | 20e     | -            | -      |
| Mondiaux juniors 2009 Garmisch-Partenkirchen | 11e      | Or      | Abandon      | -      |

#### Coupe d'Europe
- Vainqueur du classement de la descente en 2011.
- 5 podiums, dont 1 victoire en descente.